# Coelogyne longiana
Coelogyne longiana é uma espécie de orquídea epífita, família Orchidaceae, originária do Vietnam.